# Sebastiano Rossi
Sebastiano Rossi (Cesena, 20 juli 1964) is een Italiaans voormalig profvoetballer, die als doelman het grootste deel van zijn carrière bij AC Milan speelde. Hij stond twaalf seizoenen onder contract bij de club uit Milaan. Rossi sloot zijn loopbaan in 2003 af bij AC Perugia, waar hij tweede keuze was achter de Australische doelman Željko Kalac. In 1994 werd hij tweemaal opgeroepen voor het Italiaans voetbalelftal maar hij debuteerde niet. Een record van hem uit het seizoen 1993/94 van 929 minuten zonder tegendoelpunt in de Serie A werd pas in maart 2016 verbroken door Gianluigi Buffon.

## Erelijst
AC Milan
- UEFA Champions League: 1994
- Europese Supercup: 1990, 1994
- Wereldbeker voor clubteams: 1990
- Serie A: 1992, 1993, 1994, 1996, 1999
- Supercoppa Italiana: 1992, 1993, 1994